# Bun Veblen
În mod similar bunurilor Giffen, un bun Veblen este un bun pentru care o creștere a prețului acestuia va determina oamenii să cumpere chiar mai mult din acel produs. Spre deosebire de bunurile Giffen însa, motivul acestui comportament este demonstrarea unui statut social aparte .
Pentru majoritatea produselor, elasticitatea prețului cererii este negativă. Cu alte cuvinte, prețul și cererea sunt orientate în direcții opuse; dacă prețul crește, cantitatea cerută scade și invers, dacă prețul scade, cantitatea cerută crește.  Bunurile Veblen, ca și bunurile Giffen, sunt o excepție de la această regulă.
Termenul a fost introdus în literatura economică de Thorstein Veblen în "Teoria clasei fără griji" (The Theory of the Leisure Class). Publicată în 1899, această carte a introdus termenul "conspicuous consumption" (consum ostentativ sau risipă ostentativă). Veblen afirmă astfel că modul de consum burghez presupune achiziționarea de bunuri al căror unic scop este să ilustreze bogăția și statutul social al persoanelor si al grupurilor care le consumă. Poate fi vorba, de exemplu, de bunuri de lux (automobile, bijuterii, îmbrăcăminte de lux): cu cât aceste bunuri sunt mai scumpe, cu atât ele vor fi mai căutate pentru valoarea lor demonstrativă. În mod invers, atunci când prețul lor scade, aceste bunuri devin accesibile mai multor categorii de consumatori, inclusiv celor care pâna în acel moment nu și le puteau permite. Astfel, clientela exclusivistă care consuma aceste bunuri la început nu le mai poate folosi pentru a-și pune în valoare statutul social aparte. Valoarea bunurilor scade așadar în ochii consumatorilor inițiali.